# Cryptoblepharus yulensis
Cryptoblepharus yulensis (папуанський змієокий сцинк) — вид сцинкоподібних ящірок родини сцинкових (Scincidae). Ендемік Папуа Нової Гвінеї.

## Поширення і екологія
Папуанські змієокі сцинки мешкають в Західній і Центральній провінціях на півднному сході Нової Гвінеї. Вони живуть в порослих деревами прибережних районах.